# 国持晴彦
国持 晴彦（くにもち はるひこ、1958年9月21日 - ）は、静岡県を登録地としていた元競輪選手。日本競輪学校第41期生。競輪学校第28期生の国持一洋は実兄。

## 来歴
東海大学第一高等学校時代、全国高等学校総合体育大会自転車競技大会（インターハイ）では、1974年から1976年まで、競輪学校で同期の高下堅至らとともに、イタリアンチームレースで3連覇に貢献。また、1976年は、インターハイでは4000m速度競走とロードレースのチームタイムトライアルでも優勝して三冠を達成。さらに同年のジュニア世界選手権自転車競技大会のポイントレースに出場し7位に入った。また、国民体育大会でも1974年から1976年まで優勝を経験。
1978年5月11日、京王閣競輪場でデビューし、初勝利を挙げた。
1979年のオールスター競輪を手始めに、1999年頃まで特別競輪（現在のGI、GIIに相当する大会）に出場。
2007年6月14日、当時S級2班格付けだったが、選手登録を削除されて引退した。通算成績2236戦215勝。通算優勝回数28。
現役引退後、静岡市清水区で自転車プロショップを経営している。